# Тхарпаркар (округ)
Тхарпаркар (урду ضلع تھرپارکر‎, англ. Tharparkar District, синдхи ٿرپارڪر ضلعو) — один из 23 округов пакистанской провинции Синд. Площадь составляет 19 638 км². Население по данным переписи 1998 года — 955 812 человек. Около 70 % населения исповедует ислам, около 30 % — индуизм. Административный центр — город Митхи. Граничит с округами Умеркот, Мирпур-Хас и Бадин (на западе), а также с Индией (на юге, востоке и северо-востоке).

## Административное деление
В административном отношении делится на 4 техсила:
- Чачро
- Дипло
- Митхи
- Нагарпарка

## История
В результате Индо-Пакистанской войны 1971 года значительная часть округа (Чачро) была занята Индией.